# Ваза
Вазата (на френски: vase) е отворен съд със специфична форма, който се използва за съхранение на откъснати живи или изкуствени цветя.
Използва се също така за украса. Най-често се изработва от метал, стъкло, порцелан или камък. Обикновено има рисунки, инкрустации или гравюри. Някои древни вази са с огромна стойност като например портландската ваза. Сравнително скъпи са и кристалните вази.
Долната част на вазата обикновено е по-голяма и по-обемна за стабилност, докато горната – гърлото, е по-тясна. Някои вази представляват произведение на изкуството. Големината им варира от няколко сантиметра до няколко метра. Могат да се поставят както вътре в къщата или обществената сграда, така и навън, в градини.